# Torrecilla Alta (Loíza)
Torrecilla Alta es un barrio ubicado en el municipio de Loíza en el estado libre asociado de Puerto Rico. En el Censo de 2010 no tenía habitantes.

## Geografía
Torrecilla Alta se encuentra ubicado en las coordenadas 18°25′22″N 65°55′16″O / 18.42278, -65.92111. Según la Oficina del Censo de los Estados Unidos, Torrecilla Alta tiene una superficie total de 7.98 km², de la cual 7.9 km² corresponden a tierra firme y (0.97%) 0.08 km² es agua.

## Demografía
Según el censo de 2010, no había personas residiendo en Torrecilla Alta.